# Dangerous (chanson de Kardinal Offishall)
Pour les articles homonymes, voir Dangerous.
Singles de Kardinal Offishall featuring Akon
"Graveyard Shift"
(2007) "Set It Off"
(2008)
Dangerous est une chanson de hip-hop/R&B de Kardinal Offishall featuring Akon. Produit par le DJ Kemo et hAZEL, elle a été sortie sur les radios le 18 mars 2008, et sur iTunes le 1er avril. Elle est le premier single officiel de l’album de Kardinal Offishall Not 4 Sale (en). La semaine du 13 mai, la chanson a été offerte pour téléchargement gratuit au iTunes Store américain, (single de la semaine). La chanson a gagné le prix de single de l’année aux Juno Awards de 2009.
En 2023, la chanson est sélectionnée par la plateforme YouTube parmi d'autres morceaux illustrant les 50 ans du Hip-hop.

## Vidéo
Le clip a été filmé à Miami, en Floride et dirigé par Gil Green. Il est diffusé en mai sur AOL.com. Il commence avec une fille (Chanta Patton) passant par Kardinal, Akon, et leurs amis pendant que tout le monde l'observe et la suivent. La plupart des scènes commencent par zoomer des objets tels que des lunettes de soleil, une tasse de boissons, etc. Elle a des scènes dans un restaurant, un club, et à la plage. Il y a des caméos dans la vidéo par  DJ Khaled, Red Cafe, Black Chiney, Clinton Sparks, et beaucoup d’autres.

## Pistes
CD single
- "Dangerous" (version originale)
- "Dangerous" (Remix) (featuring Akon et Sean Paul)

12" single
- Face-A
  - "Dangerous" (Clean)
  - "Dangerous" (Remix) (featuring Akon and Sean Paul)
- Face-B
  - "Dangerous" (Explicit)
  - "Dangerous" (Instrumental)

## Remix
Il y a de trois remix officiels pour Dangerous Le premier est remix de soca qui emploie un rythme différent, et maintient les paroles originales. Le seconde remix featuring Akon et Sean Paul, utilisant le rythme original, avec de nouvelles paroles par Kardinal et Sean Paul. Le troisième remix utilise un rythme différent, en featuring Akon, Sean Paul, et Twista.

## Sample
Dangerous est un sample de single Dangerous de Michael Jackson sorti en 1991.

## Performances dans les charts
Après avoir été sortie sur iTunes store Canadien, la chanson a rapidement été dans le Top10 sur la liste de Top 100 des chansons, atteignant #3. En raison de ceci, elle a commencé sur Canadian Hot 100 la semaine suivante à #9, et dedans tôt - juillet, la chanson fait une pointe à #2. La date du 17 mai, la chanson est entrée dans Billboard Bubbling Under Hot 100 Singles, devenu son troisième single à entrer dans un chart américain, et à son premier depuis Belly Dancer" en 2003. [3] La semaine suivante, le single a commencé à #91 sur Billboard Hot 100 et après a atteint  #5, et ce single fait de Kardinal Offishall le premier rappeur canadien à avoir une chanson sur Hot 100. En début d’octobre 2008, le single a été sorti au Royaume-Uni sur iTunes. Jusqu'ici, le single a rencontré un succès modéré au Royaume–Uni, atteignant #16 sur UK Singles Chart.
| Chart (2008)                         | Peak position |
| ------------------------------------ | ------------- |
| U.S. Billboard Hot 100               | 5             |
| U.S. Billboard Hot R&B/Hip-Hop Songs | 50            |
| U.S. Billboard Hot Rap Tracks        | 6             |
| U.S. Billboard Pop 100               | 3             |
| Australian Singles Chart             | 42            |
| Austrian Singles Chart               | 52            |
| Canadian Hot 100                     | 2             |
| Hot Canadian Digital Singles         | 2             |
| Danish Singles Chart                 | 31            |
| French Singles Chart                 | 8             |
| Finnish Singles Chart                | 7             |
| Norwegian Singles Chart              | 5             |
| Romanian Singles Chart               | 4             |
| Swedish Singles Chart                | 46            |
| Swiss Singles Top 100                | 47            |
| UK Singles Chart                     | 16            |

## Autres apparitions
Dangerous a été exécuté quand A.S.I.I.D ont exécuté une danse de routine, dans un épisode du America's Best Dance Crew. La chanson a été également exécutée sur So You Think You Can Dance Canada, pendant une exécution d’une danse de hip-hop par Dario Milard et Romina D'Ugo. Le remix de Dangerous, featuring Akon et Sean Paul, a été exécuté dans Grand Theft Auto IV: The Lost and Damned.

## Sources
- (en) Cet article est partiellement ou en totalité issu de l’article de Wikipédia en anglais intitulé « Dangerous (Kardinal Offishall song) » (voir la liste des auteurs).